# Monasa morphoeus
Monasa morphoeus là một loài chim trong họ Bucconidae.